# Herz-Jesu-Kirche (Lorsbach)

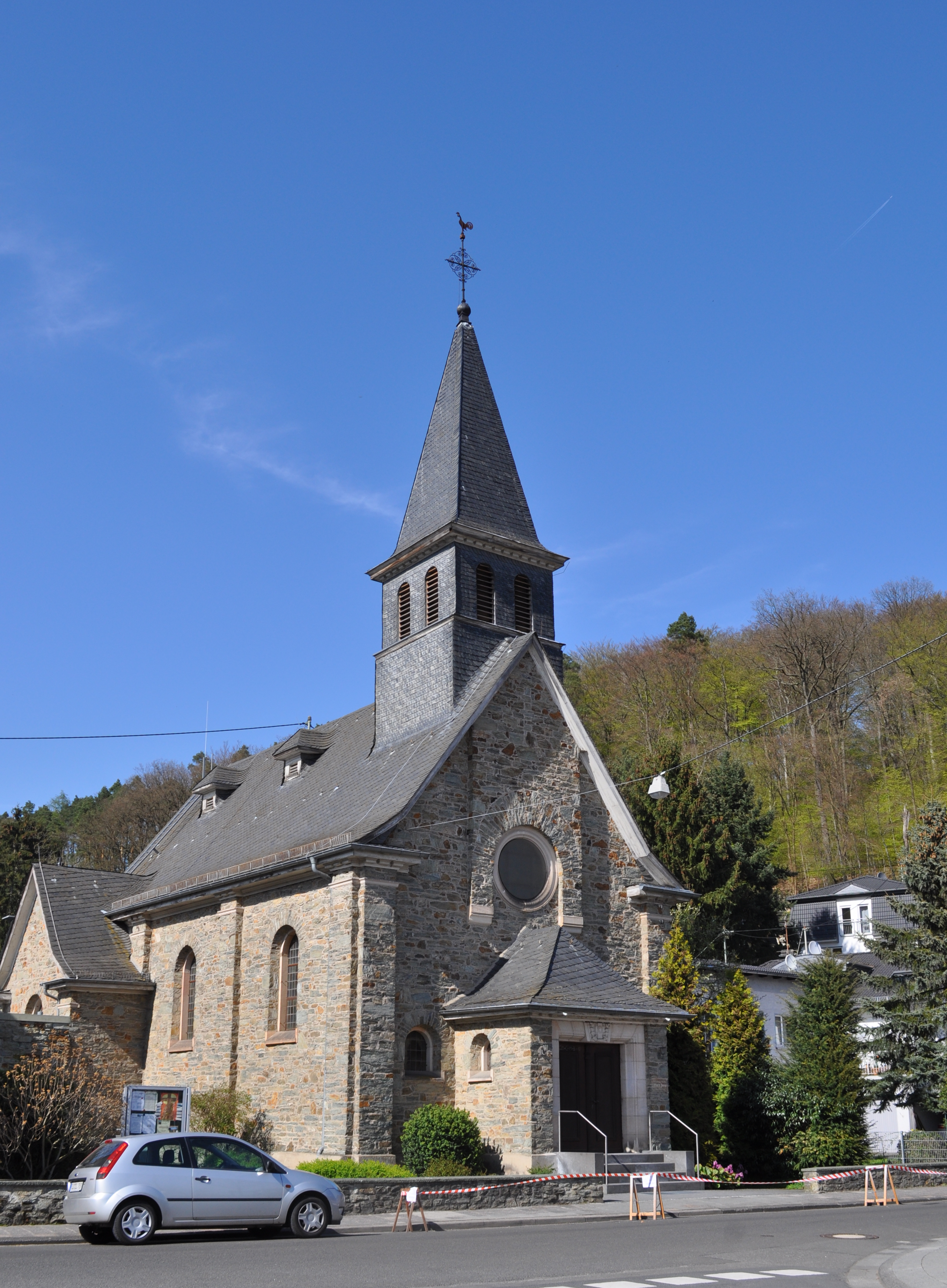
Kirche Herz Jesu

Die Herz-Jesu-Kirche ist die römisch-katholische Kirche von Lorsbach.

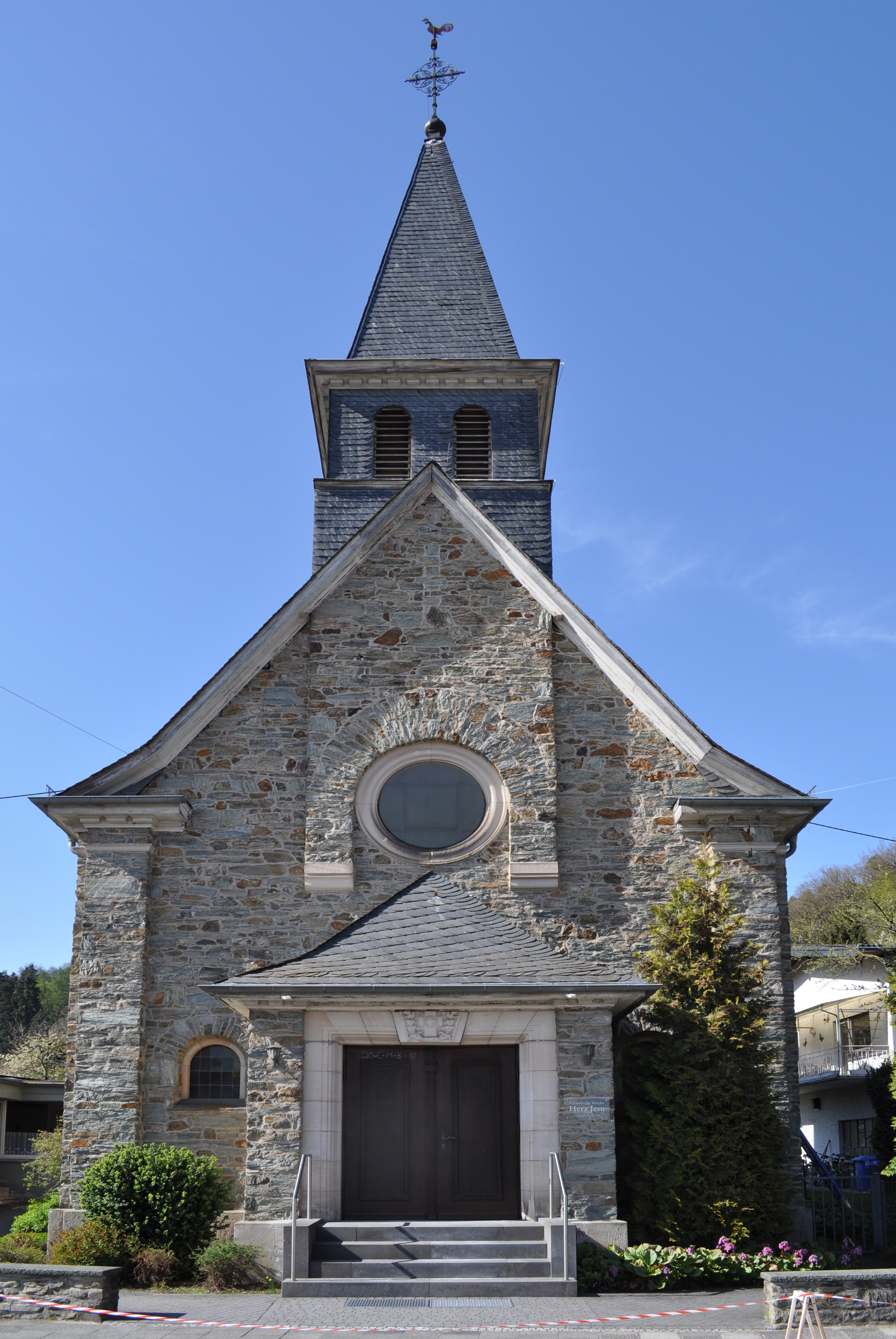
Kirche Herz Jesu, Front

Nach der Reformation war Lorsbach protestantisch geworden und damit war auch die 1551 erbaute damalige Kirche evangelisch. Ab 1895 traf sich wieder eine katholische Kapellengemeinde in einem Privathaus. Bis zum Ersten Weltkrieg war die Zahl der Katholiken so weit gestiegen, dass konkrete Planungen für eine katholische Kirche angestellt wurden. Die Kirchengemeinde erwarb das Grundstück Brückenstraße 11 und beauftragte die Frankfurter Architekten Hans und Christoph Hummel mit einem Entwurf. 
Unter Bauleitung des Hofheimer Maurermeisters Johann Reinhardt wurde der Bau umgesetzt. Grundsteinlegung war am 8. September 1915, Einweihung als Herz-Jesu-Kapelle am 9. Juli 1916.
Im Zweiten Weltkrieg wurden die Kirchenfenster beschädigt und eine Glocke eingeschmolzen, die 1965 durch eine Glocke aus der Hofheimer Kirche ersetzt wurde.
Zusammen mit Langenhain wurde Lorsbach zur Kirchengemeinde Lorsbach/Langenhain zusammengeschlossen. Das Gemeindezentrum befindet sich seit den 1970er-Jahren in Langenhain. 2007 erfolgte eine Neustruktur der Pfarreien und die Kirchengemeinde Lorsbach/Langenhain wurde Teil der Pfarrei St. Peter und Paul in Hofheim am Taunus.